# Puntate di Melevisione (sesta stagione)
La sesta stagione di Melevisione venne trasmessa su Rai 3 tra il 2003 e il 2004 ed è composta da 165 puntate. Si suddivide in due parti (1-70, 71-165).
Questa stagione e le successive vengono replicate, da novembre 2017, su Rai Yoyo, a partire da La bibita misteriosa, ovvero la prima puntata con Milo come gestore del chiosco.

## Cast
| Personaggio        | Interprete                 |
| ------------------ | -------------------------- |
| Tonio Cartonio     | Danilo Bertazzi            |
| Milo Cotogno       | Lorenzo Branchetti         |
| Strega Salamandra  | Roberta Triggiani          |
| Radio Gufo         | Guido Ruffa                |
| Lupo Lucio         | Guido Ruffa                |
| Re Quercia         | Diego Casale               |
| Principessa Odessa | Carlotta Jossetti          |
| Strega Varana      | Zahira Berrezouga          |
| Genio Abù Zazà     | Fabio Troiano              |
| Orco Rubio         | Giuseppe Loconsole         |
| Fata Lina          | Paola D'Arienzo            |
| Principe Giglio    | Enrico Dusio               |
| Balia Bea          | Licia Navarrini            |
| Nina Corteccia     | Marina Rocco               |
| Gnomo Ronfo        | Giancarlo Judica Cordiglia |
| Gnoma Linfa        | Olivia Manescalchi         |
| Vermio Malgozzo    | Riccardo Forte             |
| Cuoco Basilio      | Lando Francini             |
| Gipo Scribantino   | Oreste Castagna            |

## Episodi
Gli episodi evidenziati in giallo sono stati inclusi ne I Classici della Melevisione.

### Prima parte
La prima parte della sesta stagione andò in onda in prima visione su Rai 3 dal 6 ottobre 2003 fino al 14 gennaio 2004. È composta da 56 puntate regolari trasmesse dal lunedì al giovedì, a cui si aggiungono, per un totale di 70 puntate, le 14 della rubrica del venerdì Il diario di Tonio Cartonio, dove il folletto raccontava gli avvenimenti della settimana.
Con la prima puntata, intitolata Melevisione, cresci!, il programma Melevisione mutò la sua struttura e passò da programma "contenitore" di cartoni animati a raccontare le vicende dei vari personaggi di fiaba in un unico flusso continuo.
Gli episodi evidenziati in azzurro appartengono alla rubrica Il diario di Tonio Cartonio.
| Nº tot. | Nº | Nome della puntata             | Prima TV ita     | Personaggi presenti                                                           | Sceneggiatura     | Tema                    | Canzone                    |
| ------- | -- | ------------------------------ | ---------------- | ----------------------------------------------------------------------------- | ----------------- | ----------------------- | -------------------------- |
| 1       | 1  | Melevisione, cresci!           | 6 ottobre 2003   | Tonio Cartonio, Gnomo Ronfo, Gnoma Linfa, Principessa Odessa, Re Quercia      | Bruno Tognolini   | Melevisione             | "Melevisione, cresci!"     |
| 2       | 2  | Il lupo prigioniero            | 7 ottobre 2003   | Tonio Cartonio, Genio Abù Zazà, Lupo Lucio, Principe Giglio                   | Mela Cecchi       | Animali ammaestrati     |                            |
| 3       | 3  | La pianta di Tonio             | 8 ottobre 2003   | Tonio Cartonio, Strega Salamandra, Fata Lina, Genio Abù Zazà                  | Martina Forti     | Piante                  |                            |
| 4       | 4  | Il cervo dalle corna d'oro     | 9 ottobre 2003   | Tonio Cartonio, Orco Rubio, Cuoco Basilio, Principe Giglio                    | Janna Carioli     | Stupidità               |                            |
| 5       |    | Diario 1                       | 10 ottobre 2003  | Tonio Cartonio                                                                | Martina Forti     |                         |                            |
| 6       | 5  | Lo specchio parlante           | 13 ottobre 2003  | Tonio Cartonio, Lupo Lucio, Principessa Odessa, Principe Giglio               | Venceslao Cembalo | Uccelli di fiaba        |                            |
| 7       | 6  | La bella addormentata          | 14 ottobre 2003  | Tonio Cartonio, Gnomo Ronfo, Gnoma Linfa, Strega Salamandra                   | Bruno Tognolini   | Cattivi                 |                            |
| 8       | 7  | Lo spirito di Boscorosso       | 15 ottobre 2003  | Nina Corteccia, Orco Rubio, Lupo Lucio, Principessa Odessa                    | Mela Cecchi       | Castagne                | "I doni delle stagioni"    |
| 9       | 8  | Valletto di Strega             | 16 ottobre 2003  | Tonio Cartonio, Strega Salamandra, Fata Lina, Principe Giglio                 | Janna Carioli     | Lavori                  |                            |
| 10      |    | Diario 2                       | 17 ottobre 2003  | Tonio Cartonio                                                                | Janna Carioli     |                         |                            |
| 11      | 9  | Chi è più felice di me?        | 20 ottobre 2003  | Tonio Cartonio, Gnomo Ronfo, Gnoma Linfa, Lupo Lucio                          | Bruno Tognolini   | Felicità                |                            |
| 12      | 10 | La paura di Genio Abù          | 21 ottobre 2003  | Tonio Cartonio, Orco Rubio, Lupo Lucio, Genio Abù Zazà                        | Martina Forti     | Ragni                   |                            |
| 13      | 11 | Zio Geranio                    | 8 dicembre 2003  | Tonio Cartonio, Gnomo Ronfo, Gnoma Linfa, Principe Giglio, Fata Lina          | Venceslao Cembalo | Fiducia in sé           | "Un principe davanti a te" |
| 14      | 12 | Lana di lupo                   | 23 ottobre 2003  | Tonio Cartonio, Lupo Lucio, Principessa Odessa, Balia Bea                     | Mela Cecchi       | Lana                    |                            |
| 15      |    | Diario 3                       | 24 ottobre 2003  | Tonio Cartonio                                                                | Martina Forti     |                         |                            |
| 16      | 13 | La tovaglia magica             | 27 ottobre 2003  | Tonio Cartonio, Gnomo Ronfo, Gnoma Linfa, Orco Rubio, Cuoco Basilio           | Mela Cecchi       | Stomaco                 |                            |
| 17      | 14 | Per amore della Principessa    | 28 ottobre 2003  | Tonio Cartonio, Strega Salamandra, Principessa Odessa, Principe Giglio        | Martina Forti     | Dimostrazioni d'affetto |                            |
| 18      | 15 | Una medicina davvero fatata    | 29 ottobre 2003  | Nina Corteccia, Fata Lina, Lupo Lucio, Genio Abù Zazà                         | Mela Cecchi       | Medicamenti             | "La pallinite"             |
| 19      | 16 | La giostra delle età           | 30 ottobre 2003  | Tonio Cartonio, Strega Salamandra, Gnomo Ronfo, Gnoma Linfa                   | Bruno Tognolini   | Vecchiaia               |                            |
| 20      |    | Diario 4                       | 31 ottobre 2003  | Tonio Cartonio                                                                | Martina Forti     |                         |                            |
| 21      | 17 | L'Orcosauro                    | 3 novembre 2003  | Tonio Cartonio, Lupo Lucio, Orco Rubio, Principe Giglio                       | Venceslao Cembalo | Dinosauri               |                            |
| 22      | 18 | Il tubo meraviglioso           | 4 novembre 2003  | Tonio Cartonio, Strega Salamandra, Principessa Giglio, Balia Bea              | Martina Forti     | Patate                  |                            |
| 23      | 19 | Gipo Smemorandus               | 5 novembre 2003  | Tonio Cartonio, Gnomo Ronfo, Gnoma Linfa, Gipo Scribantino                    | Mela Cecchi       | Memoria                 | "Viva la pasta!"           |
| 24      | 20 | Il gioco delle parti           | 6 novembre 2003  | Tonio, Orco Rubio, Fata Lina, Genio Abù Zazà                                  | Janna Carioli     | Teatro                  |                            |
| 25      |    | Diario 5                       | 7 novembre 2003  | Tonio Cartonio                                                                | Venceslao Cembalo |                         |                            |
| 26      | 21 | Tamburi lontani                | 10 novembre 2003 | Tonio Cartonio, Orco Rubio, Principe Giglio, Genio Abù Zazà                   | Bruno Tognolini   | Tamburi                 |                            |
| 27      | 22 | Il pentolino fatato            | 11 novembre 2003 | Tonio Cartonio, Gnomo Ronfo, Gnoma Linfa, Lupo Lucio, Cuoco Basilio           | Janna Carioli     | Pizza                   |                            |
| 28      | 23 | La storia di Strega Salamandra | 12 novembre 2003 | Nina Corteccia, Strega Salamandra, Principe Giglio, Principessa Odessa        | Mela Cecchi       | Archeologia             | "La storia delle cose"     |
| 29      | 24 | Cose da orchi                  | 13 novembre 2003 | Tonio Cartonio, Orco Rubio, Genio Abù Zazà, Fata Lina                         | Martina Forti     | Riciclaggio             |                            |
| 30      |    | Diario 6                       | 14 novembre 2003 | Tonio Cartonio                                                                | Venceslao Cembalo |                         |                            |
| 31      | 25 | Capricci da grandi             | 17 novembre 2003 | Tonio Cartonio, Lupo Lucio, Balia Bea, Principessa Odessa                     | Martina Forti     | Diventare grandi        |                            |
| 32      | 26 | Strega pannocchiona            | 18 novembre 2003 | Tonio Cartonio, Strega Salamandra, Gnomo Ronfo, Gnoma Linfa                   | Venceslao Cembalo | Sottomissione           |                            |
| 33      | 27 | Il cavaliere della luna nera   | 19 novembre 2003 | Tonio Cartonio, Lupo Lucio, Orco Rubio, Principe Giglio                       | Mela Cecchi       | Tornei                  | "La sconfitta"             |
| 34      | 28 | Capelli d'oro                  | 20 novembre 2003 | Tonio Cartonio, Strega Salamandra, Principessa Odessa, Genio Abù Zazà         | Janna Carioli     | Peli e capelli          |                            |
| 35      |    | Diario 7                       | 21 novembre 2003 | Tonio Cartonio                                                                | Martina Forti     |                         |                            |
| 36      | 29 | La gabbia dorata               | 24 novembre 2003 | Tonio Cartonio, Lupo Lucio, Principe Giglio, Genio Abù Zazà                   | Janna Carioli     | Animali in gabbia       |                            |
| 37      | 30 | Sogni di Strega                | 25 novembre 2003 | Tonio Cartonio, Strega Salamandra, Fata Lina, Genio Abù Zazà                  | Janna Carioli     | Sogni                   |                            |
| 38      | 31 | Ciò che tu ami esiste          | 26 novembre 2003 | Tonio Cartonio, Gnoma Linfa, Gnomo Ronfo, Lupo Lucio                          | Bruno Tognolini   | Fantasia                | "Ciò che tu ami esiste"    |
| 39      | 32 | La spada stregata              | 27 novembre 2003 | Nina Corteccia, Fata Lina, Balia Bea, Principe Giglio                         | Venceslao Cembalo | Arroganza               |                            |
| 40      |    | Diario 8                       | 28 novembre 2003 | Tonio Cartonio                                                                | Venceslao Cembalo |                         |                            |
| 41      | 33 | Uno gnomo di scienza           | 1º dicembre 2003 | Tonio Cartonio, Gnomo Ronfo, Gnoma Linfa, Strega Salamandra                   | Martina Forti     | Scienza                 |                            |
| 42      | 34 | Il capobranco                  | 2 dicembre 2003  | Tonio Cartonio, Lupo Lucio, Orco Rubio, Fata Lina                             | Janna Carioli     | Lupi                    |                            |
| 43      | 35 | Una fiaba per Ronfo            | 3 dicembre 2003  | Tonio Cartonio, Genio Abù Zazà, Gnomo Ronfo, Gnoma Linfa                      | Venceslao Cembalo | Fiabe                   | "Poco a poco"              |
| 44      | 36 | Il Giorno Perdigiorno          | 4 dicembre 2003  | Tonio Cartonio, Balia Bea, Orco Rubio, Cuoco Basilio                          | Bruno Tognolini   | Ozio                    |                            |
| 45      |    | Diario 9                       | 5 dicembre 2003  | Tonio Cartonio                                                                | Venceslao Cembalo |                         |                            |
| 46      | 37 | Regina per un giorno           | 13 gennaio 2004  | Tonio Cartonio, Principessa Odessa, Balia Bea, Fata Lina                      | Mela Cecchi       | Potere                  |                            |
| 47      | 38 | Il Genio del Principe          | 9 dicembre 2003  | Tonio Cartonio, Lupo Lucio, Genio Abù Zazà, Principe Giglio                   | Martina Forti     | Libertà                 |                            |
| 48      | 39 | Il re delle maschere           | 14 gennaio 2004  | Nina Corteccia, Fata Lina, Orco Rubio, Principessa Odessa                     | Janna Carioli     | Carta                   | "La festa delle maschere"  |
| 49      | 40 | La bacchetta d'oro             | 11 dicembre 2003 | Tonio Cartonio, Strega Salamandra, Genio Abù Zazà, Principe Giglio            | Venceslao Cembalo | Desideri                |                            |
| 50      |    | Diario 10                      | 12 dicembre 2003 | Tonio Cartonio                                                                | Venceslao Cembalo |                         |                            |
| 51      | 41 | Il libro del futuro            | 15 dicembre 2003 | Tonio Cartonio, Gnomo Ronfo, Gnoma Linfa, Fata Lina                           | Venceslao Cembalo | Futuro                  |                            |
| 52      | 42 | Il vaso prezioso               | 12 gennaio 2004  | Tonio Cartonio, Strega Salamandra, Genio Abù Zazà, Principessa Odessa         | Janna Carioli     | Sgridate                |                            |
| 53      | 43 | Il risveglio di Ronfo          | 17 dicembre 2003 | Tonio Cartonio, Nina Corteccia, Balia Bea, Gnoma Linfa, Gnomo Ronfo           | Mela Cecchi       | Mutamenti               | "La canzone di Ronfo"      |
| 54      | 44 | La piuma d'oca                 | 18 dicembre 2003 | Tonio Cartonio, Orco Rubio, Fata Lina, Lupo Lucio                             | Martina Forti     | Marachelle              |                            |
| 55      |    | Diario 11                      | 19 dicembre 2003 | Tonio Cartonio                                                                | Venceslao Cembalo |                         |                            |
| 56      | 45 | La Luna di Tonio               | 22 dicembre 2003 | Tonio Cartonio, Orco Rubio, Strega Salamandra, Principe Giglio                | Mela Cecchi       | Luna                    |                            |
| 57      | 46 | Lo scrigno della discordia     | 23 dicembre 2003 | Tonio Cartonio, Strega Salamandra, Fata Lina, Genio Abù Zazà                  | Mela Cecchi       | Avidità                 |                            |
| 58      | 47 | L'Orco di Natale               | 24 dicembre 2003 | Tonio Cartonio, Gnomo Ronfo, Gnoma Linfa, Orco Rubio, Cuoco Basilio           | Bruno Tognolini   | Babbo Natale            | "Canzone della vigilia"    |
| 59      | 48 | Regali! Regali!                | 25 dicembre 2003 | Tonio Cartonio, Lupo Lucio, Orco Rubio, Principe Giglio                       | Martina Forti     | Regali                  |                            |
| 60      |    | Diario 12                      | 26 dicembre 2003 | Tonio Cartonio                                                                | Venceslao Cembalo |                         |                            |
| 61      | 49 | Il soccorso dei topi           | 29 dicembre 2003 | Tonio Cartonio, Strega Salamandra, Orco Rubio, Gnomo Ronfo, Gnoma Linfa       | Mela Cecchi       | Topi                    |                            |
| 62      | 50 | Un lupo innamorato             | 30 dicembre 2003 | Tonio Cartonio, Lupo Lucio, Gnomo Ronfo, Gnoma Linfa                          | Martina Forti     | Innamoramento           |                            |
| 63      | 51 | Lupodanno                      | 31 dicembre 2003 | Tonio Cartonio, Balia Bea, Lupo Lucio, Principessa Odessa                     | Bruno Tognolini   | Ultimo dell'anno        | "Qualcosa di nuovo"        |
| 64      | 52 | Il filo nero                   | 1º gennaio 2004  | Tonio Cartonio, Fata Lina, Strega Salamandra, Orco Rubio                      | Venceslao Cembalo | Propositi               |                            |
| 65      |    | Diario 13                      | 2 gennaio 2004   | Tonio Cartonio                                                                | Venceslao Cembalo |                         |                            |
| 66      | 53 | Una visita speciale            | 5 gennaio 2004   | Tonio Cartonio, Genio Abù Zazà, Fata Lina, Cuoco Basilio                      | Martina Forti     | Befana                  |                            |
| 67      | 54 | Gli esami di Ronfo             | 6 gennaio 2004   | Tonio Cartonio, Gnomo Ronfo, Gnoma Linfa, Fata Lina, Orco Rubio               | Janna Carioli     | Successi                |                            |
| 68      | 55 | L'Orcacchiotto                 | 7 gennaio 2004   | Nina Corteccia, Strega Salamandra, Principessa Odessa, Orco Rubio             | Bruno Tognolini   | Peluche                 | "Canzone dei peluche"      |
| 69      | 56 | In cerca di fortuna            | 8 gennaio 2004   | Tonio Cartonio, Gnomo Ronfo, Gnoma Linfa, Principessa Odessa, Principe Giglio | Bruno Tognolini   | Viaggi                  |                            |
| 70      |    | Diario 14                      | 9 gennaio 2004   | Tonio Cartonio                                                                |                   |                         |                            |

### Seconda parte
La seconda parte della sesta stagione andò in onda in prima visione su Rai 3 dal 19 gennaio 2004 fino al 18 giugno 2004. È composta da 77 puntate regolari trasmesse dal lunedì al giovedì, a cui si aggiungono, per un totale di 95 puntate, le 18 della rubrica del venerdì Il diario di Melevisione, dove un folletto (all'inizio Nina Corteccia, subito dopo Milo Cotogno) raccontava gli avvenimenti della settimana.
Rimane storica la puntata intitolata L'impresa di Tonio, che vede la partenza del folletto Tonio Cartonio, interpretato da Danilo Bertazzi per 5 anni consecutivi, e il successivo insediamento, nella puntata La bibita misteriosa, del folletto Milo Cotogno, interpretato da Lorenzo Branchetti, che rimarrà gestore del chiosco fino al termine del programma. L’episodio L'impresa di Tonio, che andò in onda su Rai 3 nel pomeriggio del 5 febbraio 2004, ottenne un risultato record dal punto di vista degli ascolti, con uno share pari al 22%.
Gli episodi evidenziati in azzurro appartengono alla rubrica Il diario di Melevisione.
| Nº tot. | Nº | Nome della puntata              | Prima TV ita     | Personaggi presenti                                                                                                  | Sceneggiatura     | Tema                                            | Canzone                    |
| ------- | -- | ------------------------------- | ---------------- | --- | ----------------- | ----------------------------------------------- | -------------------------- |
| 71      | 1  | Il Re stregato                  | 19 gennaio 2004  | Tonio Cartonio, Fata Lina, Re Quercia, Strega Varana                                                                 | Mela Cecchi       | Nuova strega                                    | "Le fate"                  |
| 72      | 2  | Il Principe cervo               | 20 gennaio 2004  | Nina Corteccia, Strega Varana, Principessa Odessa, Principe Giglio                                                   | Bruno Tognolini   | Scambio di ruoli                                |                            |
| 73      | 3  | Tutta colpa dell'orco           | 21 gennaio 2004  | Tonio Cartonio, Fata Lina, Genio Abù Zazà, Orco Rubio                                                                | Janna Carioli     | Distruzione della casa di Tonio                 |                            |
| 74      | 4  | Tutto in una notte              | 22 gennaio 2004  | Tonio Cartonio, Re Quercia, Nina Corteccia, Strega Varana, Fata Lina, Lupo Lucio, Balia Bea                          | Bruno Tognolini   | Ricostruzione della casa di Tonio               |                            |
| 75      |    | Diario 1                        | 23 gennaio 2004  | Nina Corteccia | Venceslao Cembalo |                                                 |                            |
| 76      | 5  | Il lupo dei ghiacci             | 26 gennaio 2004  | Nina Corteccia, Gnomo Ronfo, Lupo Lucio, Principessa Odessa                                                          | Martina Forti     | Freddo                                          |                            |
| 77      | 6  | La scatola magica               | 27 gennaio 2004  | Tonio Cartonio, Gnomo Ronfo, Strega Varana, Fata Lina                                                                | Janna Carioli     | Voci e suoni                                    |                            |
| 78      | 7  | La tartaruga fatata             | 28 gennaio 2004  | Nina Corteccia, Gnomo Ronfo, Lupo Lucio, Fata Lina                                                                   | Mela Cecchi       | Tartarughe                                      |                            |
| 79      | 8  | Amore a prima svista            | 29 gennaio 2004  | Tonio Cartonio, Lupo Lucio, Balia Bea, Principessa Odessa                                                            | Janna Carioli     | Amore                                           | "L'amore è"                |
| 80      |    | Diario 2                        | 30 gennaio 2004  | Nina Corteccia | Venceslao Cembalo |                                                 |                            |
| 81      | 9  | L'acchiappapasseri              | 2 febbraio 2004  | Nina Corteccia, Gnomo Ronfo, Orco Rubio, Genio Abù Zazà                                                              | Janna Carioli     | Uccelli                                         |                            |
| 82      | 10 | La magica fiamma                | 3 febbraio 2004  | Tonio Cartonio, Gnomo Ronfo, Lupo Lucio, Fata Lina                                                                   | Janna Carioli     | Presagi della partenza di Tonio                 |                            |
| 83      | 11 | Un folletto partirà             | 4 febbraio 2004  | Tonio Cartonio, Re Quercia, Milo Cotogno, Principe Giglio, Principessa Odessa, Strega Varana, Gnomo Ronfo, Fata Lina | Bruno Tognolini   | Annuncio della partenza di Tonio Arrivo di Milo |                            |
| 84      | 12 | L'impresa di Tonio              | 5 febbraio 2004  | Tonio Cartonio, Milo Cotogno, Principessa Odessa, Lupo Lucio, Fata Lina                                              | Mela Cecchi       | Partenza di Tonio                               | "Di fiaba in fiaba"        |
| 85      |    | Diario 3                        | 6 febbraio 2004  | Milo Cotogno | Bruno Tognolini   |                                                 |                            |
| 86      | 13 | La bibita misteriosa            | 9 febbraio 2004  | Milo Cotogno, Fata Lina, Principessa Odessa, Lupo Lucio                                                              | Janna Carioli     | Insediamento di Milo                            |                            |
| 87      | 14 | Il campione di pignis           | 10 febbraio 2004 | Nina Corteccia, Gnomo Ronfo, Lupo Lucio, Balia Bea                                                                   | Martina Forti     | Sport                                           |                            |
| 88      | 15 | Un piatto da re                 | 11 febbraio 2004 | Milo Cotogno, Cuoco Basilio, Balia Bea, Genio Abù Zazà                                                               | Venceslao Cembalo | Spezie                                          |                            |
| 89      | 16 | Vento di bugia                  | 12 febbraio 2004 | Nina Corteccia, Strega Varana, Genio Abù Zazà, Orco Rubio                                                            | Mela Cecchi       | Bugie                                           | "Le bugie sanno di amaro"  |
| 90      |    | Diario 4                        | 13 febbraio 2004 | Milo Cotogno | Janna Carioli     |                                                 |                            |
| 91      | 17 | Il gazzettino del male          | 16 febbraio 2004 | Nina Corteccia, Fata Lina, Strega Varana, Orco Rubio                                                                 | Janna Carioli     | Carta riciclata                                 |                            |
| 92      | 18 | Carta canta                     | 17 febbraio 2004 | Milo Cotogno, Lupo Lucio, Principessa Odessa, Principe Giglio                                                        | Venceslao Cembalo | Fabbricazione della carta Carta riciclata       | "Con la carta si può"      |
| 93      | 19 | Città di Cartonia               | 18 febbraio 2004 | Nina Corteccia, Gnomo Ronfo, Principessa Odessa, Fata Lina                                                           | Bruno Tognolini   | Cartoni da imballaggio Carta riciclata          |                            |
| 94      | 20 | La cena degli antenati          | 19 febbraio 2004 | Milo Cotogno, Gnomo Ronfo, Principessa Odessa, Lupo Lucio                                                            | Martina Forti     | Pergamente e affini Carta riciclata             |                            |
| 95      |    | Diario 5                        | 20 febbraio 2004 | Milo Cotogno | Janna Carioli     | Carta riciclata                                 |                            |
| 96      | 21 | Un orco evoluto                 | 23 febbraio 2004 | Nina Corteccia, Orco Rubio, Strega Varana, Principessa Odessa                                                        | Martina Forti     | Evoluzione                                      |                            |
| 97      | 22 | Che paura la puntura            | 24 febbraio 2004 | Milo Cotogno, Gnomo Ronfo, Lupo Lucio, Fata Lina                                                                     | Janna Carioli     | Punture                                         | "La puntura"               |
| 98      | 23 | Invidite!                       | 25 febbraio 2004 | Nina Corteccia, Principe Giglio, Gipo Scribantino, Fata Lina                                                         | Venceslao Cembalo | Invidia                                         |                            |
| 99      | 24 | Mal di bibita                   | 26 febbraio 2004 | Milo Cotogno, Fata Lina, Cuoco Basilio, Principe Giglio                                                              | Martina Forti     | Il tè                                           |                            |
| 100     |    | Diario 6                        | 27 febbraio 2004 | Milo Cotogno | Bruno Tognolini   |                                                 |                            |
| 101     | 25 | Botte da orchi                  | 1º marzo 2004    | Nina Corteccia, Genio Abù Zazà, Orco Rubio, Fata Lina                                                                | Bruno Tognolini   | I maneschi                                      |                            |
| 102     | 26 | La vittoria del Principe        | 2 marzo 2004     | Milo Cotogno, Lupo Lucio, Fata Lina, Principe Giglio                                                                 | Venceslao Cembalo | Coraggio                                        |                            |
| 103     | 27 | Il maestro di gran fame         | 3 marzo 2004     | Nina Corteccia, Balia Bea, Lupo Lucio, Principe Giglio                                                               | Bruno Tognolini   | Fame                                            | "Ululava l'ululupo"        |
| 104     | 28 | L'enigma della Strega           | 4 marzo 2004     | Gnomo Ronfo, Strega Varana, Lupo Lucio, Principe Giglio                                                              | Mela Cecchi       | Competizione                                    |                            |
| 105     |    | Diario 7                        | 5 marzo 2004     | Milo Cotogno | Martina Forti     |                                                 |                            |
| 106     | 29 | I folletti luminosi             | 8 marzo 2004     | Milo Cotogno, Nina Corteccia, Principessa Odessa, Strega Varana                                                      | Mela Cecchi       | Folletti luminosi                               |                            |
| 107     | 30 | L'impresa di Balia Bea          | 9 marzo 2004     | Milo Cotogno, Lupo Lucio, Balia Bea, Cuoco Basilio                                                                   | Janna Carioli     | Pasta                                           |                            |
| 108     | 31 | La sfera di cristallo           | 10 marzo 2004    | Nina Corteccia, Gnomo Ronfo, Strega Varana, Principessa Odessa                                                       | Mela Cecchi       | Il passato                                      | "La storia delle cose"     |
| 109     | 32 | Vermio Malgozzo                 | 11 marzo 2004    | Milo Cotogno, Vermio Malgozzo, Principessa Odessa, Principe Giglio                                                   | Bruno Tognolini   | Arrivo di Vermio                                |                            |
| 110     |    | Diario 8                        | 12 marzo 2004    | Milo Cotogno | Janna Carioli     |                                                 |                            |
| 111     | 33 | La lampada di Aladino           | 15 marzo 2004    | Balia Bea, Gnomo Ronfo, Strega Varana, Fata Lina                                                                     | Janna Carioli     | Tentazioni                                      |                            |
| 112     | 34 | Funghetti Mio-mio               | 16 marzo 2004    | Nina Corteccia, Strega Varana, Cuoco Basilio, Fata Lina                                                              | Venceslao Cembalo | Funghi                                          |                            |
| 113     | 35 | Il sole di Grifo                | 17 marzo 2004    | Nina Corteccia, Fata Lina, Vermio Malgozzo, Principe Giglio                                                          | Martina Forti     | Sole                                            | "Le ombre"                 |
| 114     | 36 | Il segreto dell'Ape Regina      | 18 marzo 2004    | Milo Cotogno, Gnomo Ronfo, Lupo Lucio, Principessa Odessa                                                            | Venceslao Cembalo | Potere                                          |                            |
| 115     |    | Diario 9                        | 19 marzo 2004    | Milo Cotogno | Bruno Tognolini   |                                                 |                            |
| 116     | 37 | Uno stomaco da orchi            | 22 marzo 2004    | Nina Corteccia, Fata Lina, Orco Rubio, Genio Abù Zazà                                                                | Martina Forti     | Ingordigia                                      |                            |
| 117     | 38 | Chi ha mangiato la principessa? | 23 marzo 2004    | Milo Cotogno, Lupo Lucio, Principessa Odessa, Gipo Scribantino                                                       | Mela Cecchi       | Lavoro e mestieri                               | "La canzone dei talenti"   |
| 118     | 39 | Uno gnomo meccanico             | 24 marzo 2004    | Milo Cotogno, Strega Varana, Gnomo Ronfo, Nina Corteccia                                                             | Martina Forti     | Sottomissione                                   |                            |
| 119     | 40 | Il Lupo del cinema              | 25 marzo 2004    | Milo Cotogno, Lupo Lucio, Principe Giglio, Balia Bea                                                                 | Martina Forti     | Cinema                                          |                            |
| 120     |    | Diario 10                       | 26 marzo 2004    | Milo Cotogno | Venceslao Cembalo |                                                 |                            |
| 121     | 41 | Per un pugno di lilleri         | 29 marzo 2004    | Milo Cotogno, Fata Lina, Principe Giglio, Vermio Malgozzo                                                            | Mela Cecchi       | Denaro                                          |                            |
| 122     | 42 | La Pallina Scansalitigi         | 30 marzo 2004    | Milo Cotogno, Strega Varana, Principe Giglio, Genio Abù Zazà                                                         | Venceslao Cembalo | Litigate                                        |                            |
| 123     | 43 | I dolori di Nina                | 31 marzo 2004    | Nina Corteccia, Gnomo Ronfo, Principessa Odessa, Principe Giglio                                                     | Mela Cecchi       | Separazione dei genitori                        | "I dolori dei bambini"     |
| 124     | 44 | Il lupo sonnambulo              | 1º aprile 2004   | Milo Cotogno, Gnomo Ronfo, Lupo Lucio, Principessa Odessa                                                            | Bruno Tognolini   | Sonno e sogni                                   |                            |
| 125     |    | Diario 11                       | 2 aprile 2004    | Milo Cotogno | Janna Carioli     |                                                 |                            |
| 126     | 45 | Il papà di Genio Abù            | 5 aprile 2004    | Nina Corteccia, Fata Lina, Orco Rubio, Genio Abù Zazà                                                                | Venceslao Cembalo | Microscopio                                     |                            |
| 127     | 46 | Chi la fa l'aspetti             | 6 aprile 2004    | Milo Cotogno, Gnomo Ronfo, Lupo Lucio, Principessa Odessa                                                            | Janna Carioli     | Paura                                           | "E la paura non c'è più"   |
| 128     | 47 | Un lupo in regalo               | 7 aprile 2004    | Milo Cotogno, Strega Varana, Gnomo Ronfo, Lupo Lucio                                                                 | Martina Forti     | Animali in estinzione                           |                            |
| 129     | 48 | I ricordi degli altri           | 8 aprile 2004    | Gnomo Ronfo, Orco Rubio, Strega Varana, Genio Abù Zazà                                                               | Martina Forti     | Ricordi                                         |                            |
| 130     |    | Diario 12                       | 9 aprile 2004    | Milo Cotogno | Martina Forti     |                                                 |                            |
| 131     | 49 | Il coraggio del lupo            | 12 aprile 2004   | Milo Cotogno, Balia Bea, Lupo Lucio, Fata Lina                                                                       | Venceslao Cembalo | Pietre                                          |                            |
| 132     | 50 | Squadra Magica Antincendi       | 13 aprile 2004   | Milo Cotogno, Gipo Scribantino, Fata Lina, Gnomo Ronfo                                                               | Bruno Tognolini   | Gestione emergenze                              | "I domatori del fuoco"     |
| 133     | 51 | Un sacco pieno di vento         | 14 aprile 2004   | Milo Cotogno, Vermio Malgozzo, Cuoco Basilio, Fata Lina                                                              | Janna Carioli     | Vento                                           |                            |
| 134     | 52 | L'Erba Pannocchiona             | 15 aprile 2004   | Nina Corteccia, Strega Varana, Vermio Malgozzo, Fata Lina                                                            | Venceslao Cembalo | Cattiveria                                      |                            |
| 135     |    | Diario 13                       | 16 aprile 2004   | Milo Cotogno | Bruno Tognolini   |                                                 |                            |
| 136     | 53 | Il Cantabosco                   | 19 aprile 2004   | Milo Cotogno, Gnomo Ronfo, Strega Varana, Principe Giglio                                                            | Bruno Tognolini   | Canzoni                                         | "Canzone delle canzoni"    |
| 137     | 54 | Pane di pietra                  | 20 aprile 2004   | Nina Corteccia, Genio Abù Zazà, Orco Rubio, Fata Lina                                                                | Mela Cecchi       | Pane                                            |                            |
| 138     | 55 | Il Lupo cane-lupo               | 21 aprile 2004   | Gnomo Ronfo, Lupo Lucio, Strega Varana, Fata Lina                                                                    | Bruno Tognolini   | Addomesticare animali                           |                            |
| 139     | 56 | La cucina arcobaleno            | 22 aprile 2004   | Milo Cotogno, Strega Varana, Cuoco Basilio, Fata Lina                                                                | Bruno Tognolini   | Colori dei cibi                                 | "Strega comanda colore"    |
| 140     |    | Diario 14                       | 23 aprile 2004   | Milo Cotogno | Martina Forti     |                                                 |                            |
| 141     | 57 | Uffa strega!                    | 26 aprile 2004   | Nina Corteccia, Lupo Lucio, Principessa Odessa, Strega Varana                                                        | Martina Forti     | Rovescio della mesaglia                         |                            |
| 142     | 58 | La mela stregata                | 27 aprile 2004   | Milo Cotogno, Principessa Odessa, Principe Giglio, Strega Varana                                                     | Janna Carioli     | Mele                                            | "Una mela al giorno"       |
| 143     | 59 | Cuore di strega                 | 28 aprile 2004   | Milo Cotogno, Strega Varana, Principessa Odessa, Principe Giglio                                                     | Martina Forti     | Gelosia                                         |                            |
| 144     | 60 | La fifa del lupo                | 29 aprile 2004   | Balia Bea, Lupo Lucio, Principe Giglio, Principessa Odessa                                                           | Mela Cecchi       | Denti                                           |                            |
| 145     |    | Diario 15                       | 30 aprile 2004   | Milo Cotogno | Venceslao Cembalo |                                                 |                            |
| 146     | 61 | Il riso perduto                 | 3 maggio 2004    | Milo Cotogno, Principe Giglio, Strega Varana, Genio Abù Zazà                                                         | Bruno Tognolini   | Risate                                          |                            |
| 147     | 62 | Le parole ritrovate             | 4 maggio 2004    | Milo Cotogno, Gnomo Ronfo, Gnoma Linfa, Balia Bea, Lupo Lucio                                                        | Bruno Tognolini   | Ritorno di Linfa                                | "Le poesie son richiami"   |
| 148     | 63 | Una strega al servizio del re   | 5 maggio 2004    | Milo Cotogno, Strega Varana, Principessa Odessa, Principe Giglio                                                     | Mela Cecchi       | Pipistrelli                                     |                            |
| 149     | 64 | Il riso di Lupo Lucio           | 6 maggio 2004    | Nina Corteccia, Gnomo Ronfo, Lupo Lucio, Cuoco Basilio                                                               | Mela Cecchi       | Riso                                            |                            |
| 150     |    | Diario 16                       | 7 maggio 2004    | Milo Cotogno | Venceslao Cembalo |                                                 |                            |
| 151     | 65 | La ruota dei libri              | 31 maggio 2004   | Milo Cotogno, Gnomo Ronfo, Gnoma Linfa, Lupo Lucio, Orco Rubio                                                       | Mela Cecchi       | Libri                                           |                            |
| 152     | 66 | Il gran ballo dei sogni di ieri | 1º giugno 2004   | Milo Cotogno, Fata Lina, Orco Rubio, Balia Bea                                                                       | Venceslao Cembalo | Futuro                                          |                            |
| 153     | 67 | Il ballo del pipistrello        | 2 giugno 2004    | Nina Corteccia, Gnomo Ronfo, Gnoma Linfa, Strega Varana, Principessa Odessa                                          | Janna Carioli     | Ballo                                           | "Il ballo del pipistrello" |
| 154     | 68 | L'olio aggiustaguai             | 3 giugno 2004    | Milo Cotogno, Principessa Odessa, Cuoco Basilio, Balia Bea                                                           | Mela Cecchi       | Olio                                            |                            |
| 155     |    | Diario 17                       | 4 giugno 2004    | Milo Cotogno | Venceslao Cembalo |                                                 |                            |
| 156     | 69 | La cascata della natura         | 7 giugno 2004    | Milo Cotogno, Gnomo Ronfo, Gnoma Linfa, Principessa Odessa, Lupo Lucio                                               | Bruno Tognolini   | Biodiversità                                    |                            |
| 157     | 70 | A caccia di liocorni            | 8 giugno 2004    | Milo Cotogno, Strega Varana, Lupo Lucio, Principe Giglio                                                             | Venceslao Cembalo | Pelle e pellicce Ambiente                       |                            |
| 158     | 71 | Gli alberi parlanti             | 9 giugno 2004    | Milo Cotogno, Gnomo Ronfo, Vermio Malgozzo, Principe Giglio                                                          | Janna Carioli     | Alberi                                          | "Creature in piedi"        |
| 159     | 72 | Il ladro d'acqua                | 10 giugno 2004   | Milo Cotogno, Orco Rubio, Principessa Odessa, Balia Bea                                                              | Mela Cecchi       | Acqua                                           |                            |
| 160     |    | Diario 18                       | 11 giugno 2004   | Milo Cotogno | Venceslao Cembalo | Ambiente                                        |                            |
| 161     | 73 | La scelta di Ronfo              | 15 giugno 2004   | Nina Corteccia, Gnomo Ronfo, Gnoma Linfa, Orco Rubio, Lupo Lucio                                                     | Venceslao Cembalo | Desideri                                        |                            |
| 162     | 74 | Un insopportabile prurito       | 16 giugno 2004   | Gnomo Ronfo, Gnoma Linfa, Strega Varana, Balia Bea, Orco Rubio                                                       | Martina Forti     | Pidocchi                                        |                            |
| 163     | 75 | Il pozzo pernacchio             | 17 giugno 2004   | Milo Cotogno, Strega Varana, Cuoco Basilio, Principessa Odessa                                                       | Bruno Tognolini   | Acque sotterranee                               |                            |
| 164     | 76 | L'ingrediente misterioso        | 14 giugno 2004   | Milo Cotogno, Cuoco Basilio, Principe Giglio, Principessa Odessa                                                     | Martina Forti     | Aglio e cipolla                                 |                            |
| 165     | 77 | La chiave d'oro                 | 18 giugno 2004   | Milo Cotogno, Re Quercia, Vermio Malgozzo, Gnoma Linfa, Gnomo Ronfo, Principessa Odessa, Principe Giglio             | Mela Cecchi       | Ultima puntata di stagione                      | "Le grandi imprese"        |